# Petroica de les Tanimbar
La petroica de les Tanimbar (Microeca hemixantha) és un ocell de la família dels petròicids (Petroicidae).

## Hàbitat i distribució
Habita boscos i manglars de les terres baixes de les illes Tanimbar.